# 목릉 (조선)
목릉(穆陵)은 조선 제14대 왕인 선조와 정비 의인왕후 박씨, 계비 인목왕후 김씨의 능이다. 동구릉의 하나로 사적 제 193호로 지정되어 있으며, 대한민국 경기도 구리시 인창동에 위치한다.

## 설명
1600년(선조 33년) 의인왕후 박씨가 승하하자 왕비릉인 유릉(裕陵)의 터로 정해진 곳이다.
1608년(선조 41년) 선조가 승하하고 광해군이 즉위하면서 능을 건원릉의 서편에 조영하고 능호는 숙릉(肅陵)이라 하였다. 그러나 능호가 숙릉(淑陵, 정숙왕후의 능)과 음이 같아 이내 목릉으로 고쳤고, 1630년(인조 8년) 물기가 차고 터가 좋지 않다는 심명세(沈命世)의 상소에 따라 현재의 위치로 이장하고 유릉과 목릉의 능호를 합칭하여 목릉(穆陵)이라 부르게 되었다.
그 후 1632년(인조 10년)에 선조의 계비 인목왕후가 세상을 떠나자 계비의 능을 왕릉의 동편 언덕에 조영하고 처음에는 이를 따로이 혜릉(惠陵)이라 이름붙였다. 그러나 세 능역 간의 거리가 매우 가깝다고 하여 이를 모두 합하여 목릉이라 했다. 조선왕릉 중 세 개의 각각 다른 언덕이 조성된 동원이강릉(同原異岡陵)은 목릉이 유일하다. 2011년 12월, 문화재청에서는 목릉의 정자각을 보물 1743호로 지정하였다.
목릉 중에서 선조와 의인왕후의 능역 전경

## 같이 보기
- 조선의 왕릉
- 동구릉